# Virgin Arm-Carter's Cove
Virgin Arm-Carter's Cove is een designated place en local service district op New World Island in de Canadese provincie Newfoundland en Labrador.

## Geografie
Het local service district bevindt zich centraal op New World Island, een groot eiland ten noorden van Newfoundland. Het westelijke Carter's Cove en het oostelijke Virgin Arm zijn gedeeltelijk met elkaar vergroeid. Beide plaatsen bevinden zich aan de oevers van Friday Bay, de grote noordelijke baai van het eiland. Het iets oostelijker gelegen gehucht Parkview maakt geen deel uit van het LSD, maar wordt voor statistische redenen wel tot de DPL gerekend.
Virgin Arm-Carter's Cove ligt ten oosten van het dorp Chanceport, ten westen van het Provinciaal Park Dildo Run en ten noorden van de gemeente Summerford. Het is bereikbaar via de provinciale routes NL-345 en NL-340.

## Geschiedenis
In 1989 kregen de aan elkaar grenzende dorpen Virgin Arm en Carter's Cove voor het eerst een vorm van beperkt lokaal bestuur door de oprichting van een local service district (LSD).
In 2013 liet de provinciale overheid een haalbaarheidsonderzoek voeren naar de eventuele creatie van een fusiegemeente bestaande uit Virgin Arm-Carter's Cove, Parkview, Summerford en Cottlesville. De fusie vond echter nooit plaats en Virgin Arm-Carter's Cove bleef gewoon als zelfstandig local service district voortbestaan.

## Demografie
Virgin Arm-Carter's Cove kende de voorbije decennia, net zoals de meeste afgelegen plaatsen op Newfoundland, een dalende demografische trend. Tussen 1996 en 2021 daalde de bevolkingsomvang van 819 naar 567. Dat komt neer op een daling van 252 inwoners (-30,8%) in 25 jaar tijd.
In 2021 telde de designated place 224 woningen waarvan er 189 (permanent) bewoond waren.
| Demografische ontwikkeling van Virgin Arm-Carter's Cove tussen 1996 en 2021 |
| --------------------------------------------------------------------------- |
|                                                                             |
| Bron: Statistics Canada (1996, 2001–2006, 2011–2016, 2021)                  |

### Taal
In 2016 hadden alle inwoners van Virgin Arm-Carter's Cove het Engels als moedertaal. Niemand was er een tweede taal machtig.